# Tory Lanez
Дејстар Шмуел Шуа Питерсон (енгл. Daystar Shemuel Shua Peterson; Брамптон, 27. јул 1992), познат као Tory Lanez, канадски је репер, певач и текстописац.

## Биографија
Рођен је 27. јула 1992. године у Брамптону. Отац му је са Барбадоса, а мајка са Курасаоа. Породица је првобитно живела у Монтреалу, након чега се преселила у Мајами. Након мајчине смрти, отац му је почео да ради као свештенослужитељ и мисионар, због чега су се обоје често селили широм САД. Отац му се касније поново оженио и породица се преселила у Атланту, где је Дејстар упознао свог пријатеља Хакима, који је у то време био домар. Хаким му је дао надимак „Лејнз”.
Дана 23. децембра 2022. осуђен је на Вишем суду округа Лос Анђелес за три кривична дела у вези са пуцањем на Megan Thee Stallion раније 2020. године. Осуђен је 8. августа 2023. на 10 година затвора.

## Дискографија
- (2016)
- (2018)
- (2018)
- (2019)
- (2020)
- (2021)
- (2022)